# Townsonia viridis
Townsonia viridis är en orkidéart som först beskrevs av Joseph Dalton Hooker, och fick sitt nu gällande namn av Rudolf Schlechter. Townsonia viridis ingår i släktet Townsonia och familjen orkidéer.
Artens utbredningsområde är Tasmanien. Inga underarter finns listade i Catalogue of Life.

## Bildgalleri

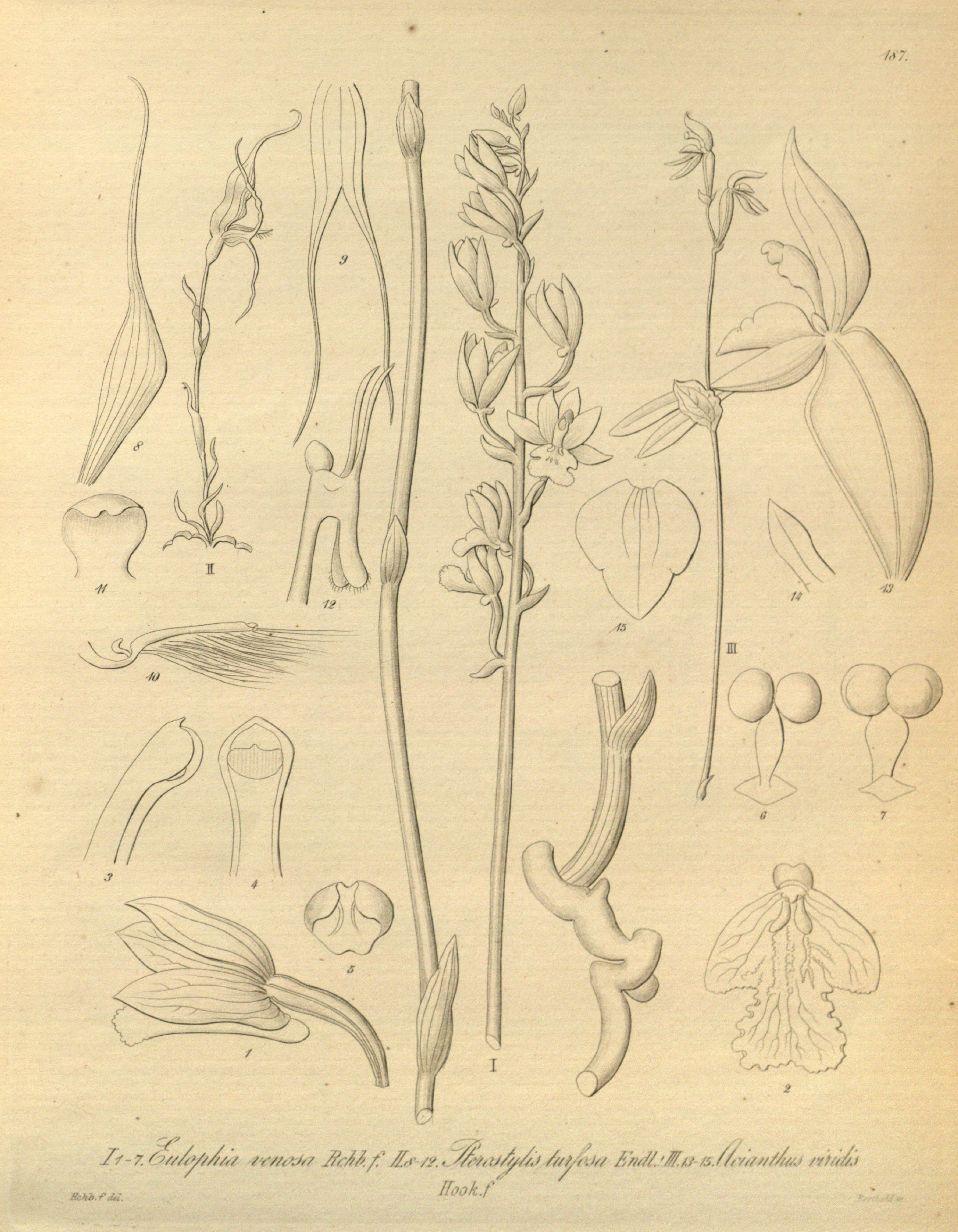